# ゼルダの伝説

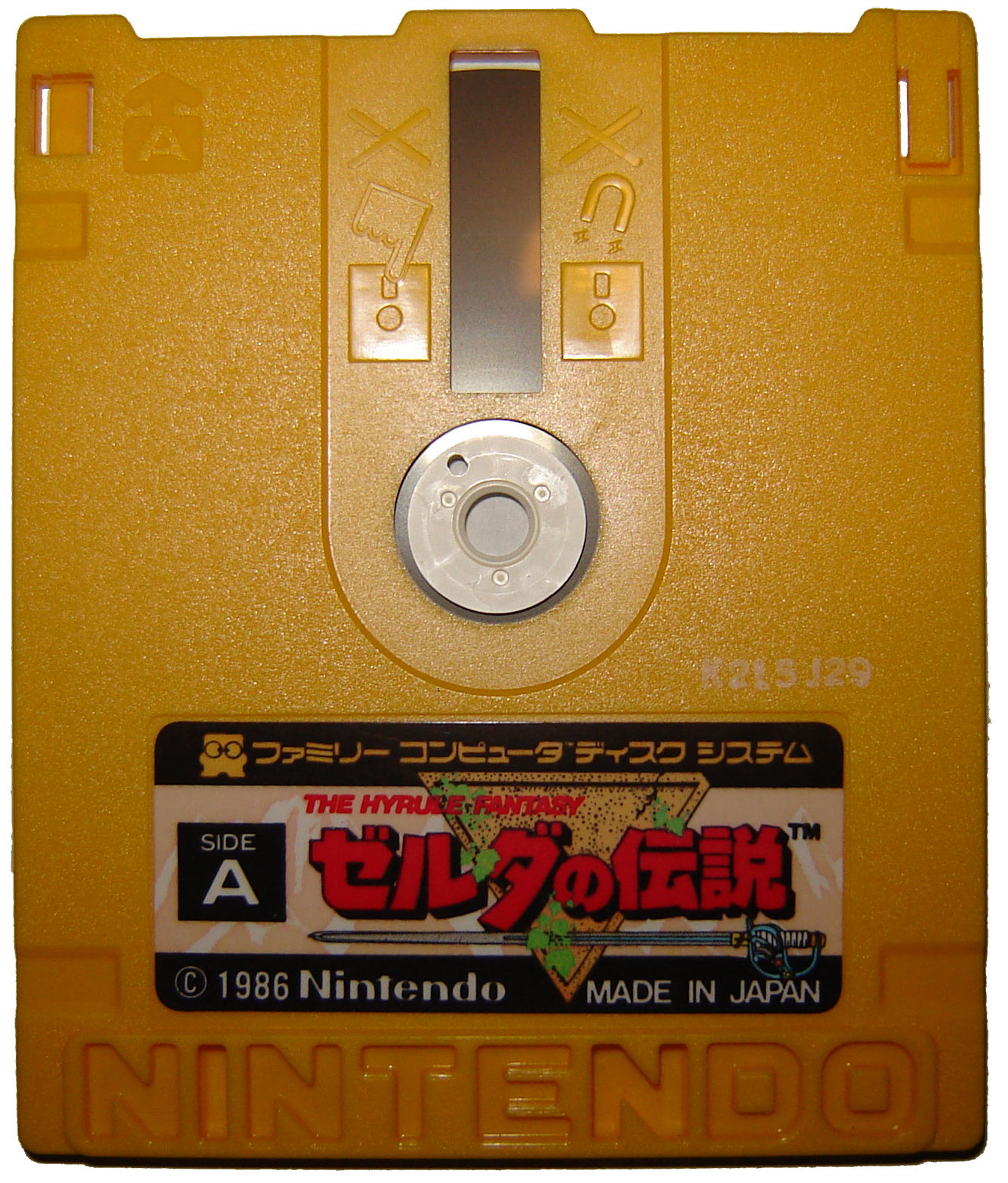
ディスク現物

『ゼルダの伝説』（ゼルダのでんせつ、The Legend of Zelda）は、任天堂から発売されたゲームソフト。ゼルダの伝説シリーズの一作目にあたる。表記はパッケージやタイトル画面では『THE HYRULE FANTASY ゼルダの伝説』となっている。日本では1986年2月21日にファミリーコンピュータ ディスクシステム用として、日本国外のディスクシステムが発売されなかった地域ではロムカセットとして発売された。
任天堂のディスクシステムの第一弾ソフトとして発売された。当時のパソコンゲームは『ハイドライドシリーズ』『ドラゴンスレイヤー』『ザナドゥ』といった剣と魔法のファンタジー世界観を持つアクションRPGが人気を博しており、『ゼルダの伝説』はパソコンのフロッピーディスクの容量に対抗できるディスクシステムを生かしたゲームとして開発された。そして『ゼルダの伝説』は大きな人気を博し、その後もシリーズ作品は継続して作られている。
ディスクライターでの累計書き換え回数は第3位を記録する。当時書換用として生ディスクの需要があり、書き換え用のディスクとして複数枚を購入する客が多かったことと、ディスクシステムでのゲームとしては最安値であったことから、異例のロングセラーとなった。

## ゲーム内容
プレイヤーは主人公のリンクを操作しながらゲームを進める。
リンクは剣と盾、そして各種アイテムを常に装備しているほか、ライフ（体力）が割り振られている。このうち剣は主に近距離攻撃の手段として用いるが、ライフが最大の場合に限り、剣から放たれるビームによる遠距離攻撃が可能となる（ソードビーム）。盾は敵から放たれる弾や矢を防ぐことができる。ただし、盾で防ぐことができるのは正面からの攻撃のみである。また、自分が攻撃しているときやロウソクなどのアイテムを使用する際は盾を一時しまうため、攻撃を防ぐことができない。アイテムにはブーメランといった武器や、迷宮のキーといった迷宮内の仕掛けを解くための道具などがある。一部の武器は入手に当たってライフの制限があり、たとえば剣の中でも強力なマジカルソードは、LIFEが12以上で手に入れられる。マイクは隠し効果として特定の場面で効果（後述）がある。
敵に接触したり弾に当たったりしてライフが無くなってしまうとゲームオーバー。
なお、ハードのメモリ容量の都合上、本作と『リンクの冒険』ではゲーム中の文章は「ヒトリデハキケンジャ コレヲ サズケヨウ」といった具合に、片仮名で表記が行われている。
また、ゲーム本編をクリアすると、高難易度モードである「裏ゼルダ」が解放される。

### マップ
リンクが進んでいくマップはフィールドとダンジョンの2つから成っており、俯瞰視点で表現される。画面の端に移動した際に進む方向に自動で画面切り替えスクロールをしながら移動していく。
フィールドマップは横に16画面・縦に8画面の全128画面で構成されており、各画面ごとに出現するモンスターが設定されている。マップの中にはそれぞれ1〜8のLEVELが設定された8つの迷宮の入り口があり、通常はLEVELの低いものから攻略していく。この他にも、手に入れたルピーでアイテムを購入できる店（それぞれ値段・売っているアイテムは異なる）や、（ルピーを払っての）情報収集、ルピー（この世界のお金）を使ったギャンブル、隠し部屋などが多く用意されている。フィールドマップでゲームオーバーになった場合・または中断した場合、どれだけゲームを進めていても、ゲームを開始するときは常に同じ地点（洞窟に入ると剣が入手できる画面）から始まる。
ダンジョンマップは最初は全容が明らかになっていない。また各画面は扉で繋がっており、一部の扉は敵を全滅させないと閉まったまま、鍵で開かなければ進めないなど、進む上での障害となる。各LEVELの迷宮には1〜2つずつアイテムが隠されており、これを入手し、使用することでフィールドマップの探索範囲が広がっていく。ボスを倒すと命の器が出現すると同時に、トライフォースのある部屋に進め、これを手に入れると迷宮をクリアしたこととなる。その際、体力が全回復し、迷宮の外に転送される。ダンジョンマップでゲームオーバーになった場合は迷宮の入り口から再開となる。
アイテムを入手したり先に進むためには、マップ上に散在する謎を解く必要がある。謎は裏技的にほぼノーヒントで設置されていることもある。
そして8つすべてのトライフォースのカケラを集め、隠された知恵のトライフォースを復活させることで、LEVEL9の迷宮の深部へ行けるようになる。

### アイテム
名称は2つあるものは、左が説明書、右がゲーム中での名称。※はダンジョンの宝物。

#### 所持して効果を持つアイテム
ルピー（黄・青）
この小王国の通貨。クリスタルのような形状をしており、黄色は1ルピー。青は5ルピー。所持できる最大ルピーは255ルピーでそれ以上は一切カウントされない。
買い物や情報の交換、賭けごと、矢での攻撃で使用する。隠し通路の先でルピーを渡してくれるイベントや、逆に問答無用で没収されるイベントも存在する。
シールド
最初から持っている小さな盾。攻撃していない時に正面に構えており、オクタロックの岩やモリブリンの槍、ゴーリアのブーメラン程度なら防げる。
マジカルシールド
剣ビームや魔法攻撃も防ぐことができる大きな盾。店のみ入手可能。店により値段が3種類に異なる。あるモンスターに捕まると食われてしまう。
ブルーリングと※レッドリング/指輪
被ダメージを青は2分の1、赤は4分の1に軽減する指輪。装備するとリンクの服の色が変わる（同時にゼルダ姫と商人の服やイカダの紐の色も変わる）。ブルーは特定の店でのみ入手可能。ただし、店で買える最も高価なアイテムでもある。
※イカダ
船着き場から川を渡れるようになる。
※ハシゴ
1マス分の水路を渡れる。
パワーブレスレット
特殊な岩を動かせるようになる。
※バイブル
（攻撃力：1）
マジカルロッドの魔法攻撃が敵に当たるか画面の端で消えたとき、その場所に炎が出現する。この炎はロウソクと同様の効果を持つ。

#### ボタン操作で使用するアイテム
Aボタンはソードで固定。Bボタンはサブ画面で選択して使用する。
ソード / ホワイトソード / マジカルソード
その場で突きを繰り出す基本攻撃。上位のソードを取得するごとに威力が倍になるが、それぞれハートの最大値が一定以上でないと獲得できない。
ハートが最大値まで満たされている（ノーダメージ）状態で攻撃すると、突きの後に剣状の点滅弾（ソードビーム）を放つ。点滅弾は画面端か敵に命中すると追加で斜め四方に爆散する。
ブーメラン / マジカルブーメラン
投げたあと自分へ戻ってくるブーメラン。敵に命中させるとその敵の動きを封じられるほか、アイテムに向かって投げるとそのアイテムを取ることが可能。ブーメランでは一定距離まで、マジカルブーメランでは画面端まで飛ばすことができる。
バクダン
設置後に一定時間で爆発する爆弾を設置する。敵に爆風を浴びせるとその敵に大きなダメージを与えることができるほか、特定の壁に設置すると壁を破壊し、隠されていた通路を出すことができる。アイテムとして獲得後に複数個の補充が可能になる消耗品で、最初は最大8個、いくつかの迷宮で特定の行動を行うと最大16個まで保持できる。
本作では自分が爆発に巻き込まれてもダメージを受けることはない（後のシリーズ作品ではダメージを受ける）。
弓 （矢 / 銀の矢）
矢を獲得することで放つことが可能になる。本作では矢の残り本数の概念はないが、矢を1回撃つごとに1ルピーを消費する。ホワイトソード並みの威力で、矢でのみ通用する敵が存在する。銀の矢は威力が倍になる。
ロウソク（青 / 赤）
目の前に炎を出すことができる。一部の木を燃やすことが可能な他、ダンジョン内では暗い部屋を明るく灯すことが可能。この炎は自分が当たるとダメージを受けてしまう。青いロウソクは一度使うと画面をスクロールしない限り再使用できないが、赤いロウソクは何度でも出すことができる。なお、後述のマジカルロッド＆バイブルの両方を獲得すればこのアイテムのダンジョン内での使用場面は殆ど無くなる。
マジカルロッド
ウイズローブと同じ魔法攻撃が可能。バイブルを獲得すると、攻撃が敵や壁に当たったときロウソクと同様の炎が出るようになる。
エサ
設置することで一部の魔物が引き寄せられる。ある特定場所での使用を除き何度でも使用可能。
手紙
とあるおばあさんにあてた手紙（消耗品）。届けることで命の水を購入可能になる。
命の水（赤 / 青）
使用することでハートを全回復する。青は使用するとなくなる。赤は使用すると青になる形で2回使用可能。なお青を持っている時にさらにもう1つ青を入手すると赤に変わるが、2本以上所持することはできない。
笛
特殊な効果を持つ笛。フィールド画面では攻略した迷宮前にワープしたり、迷宮では入口に戻ることができたりと、使う場所に応じて様々な効果を発揮する。

#### その場で効果を持つアイテム
ハート
ハートを1つ回復する。店でも購入できる（10ルピー）。
ハートの水筒 / 命の器
ハートの最大値を一つ増やす。
妖精
モンスターを倒したときに出現する妖精はハートを3つ回復する。妖精の泉に行けばハートが全回復する。
マジカルクロック/時計
画面内のモンスターの動きを止める。リンクは無敵になり、ダメージを受けない（アモスに正面からぶつかるなどした場合は除く）。ゾーラは水から出てこなくなる。画面をスクロールさせるまで有効。

#### 迷宮内で効果を持つアイテム
迷宮のキー
迷宮内の鍵の掛かった扉を開けることができる。店でも購入できるが、その迷宮で必要な数は手に入る（表のLEVEL4は例外）。
※マジカルキー
何回でも使えるライオンの形のキー。カギの個数部分にはA（オールマイティの意味）と表示される。
マップ / 地図
現在の迷宮の形が分かる。迷宮によっては、マップに載っていない部屋も存在する。
コンパス
現在の迷宮におけるトライフォースの位置、LEVEL9ではゼルダ姫の位置が分かる。

## ストーリー
大魔王ガノンの軍勢がハイラル地方にある小王国を攻めこみ、力のトライフォース(魔力の三角形)を奪う。これに対し小王国の王女であるゼルダ姫は知恵のトライフォースを8つのカケラに分けて各地に隠し、乳母のインパに秘密を託した。そのことを知ったガノンは姫を捕え、唯一そのことを知る乳母インパも追われる身となった。絶体絶命の状況で、少年リンクが疾風のように現れてインパを助けた。彼はインパの事情を聞き、姫の救出を決意するが。力のトライフォースを持つガノンの潜む"デス・マウンテン"に踏み込むには8つのカケラに分けられた知恵のトライフォースを集めて完成させなければならない。リンクは大魔王ガノンを倒し、姫を救うことができるか…。

## 登場キャラクター

### 味方キャラクター
リンク (Link)
本作の主人公。左利き。
ゼルダ (Zelda)
ハイラル地方にある小王国の姫。この時代のハイラルは1つの大きな国ではなく、いくつもの小さな国に分かれているらしい。
おじいさん
洞窟や迷宮に住んでいる。アイテムやヒントをくれる者もいるが、ギャンブルの胴元だったり、ドアの修理代を請求したり、ルピーまたはライフ（ハートの水筒1つ分）を要求したりする者もいる。
おばあさん
地上の洞窟に住んでいる。あるアイテムを売ってくれるが、ゲーム開始当初は無言のまま何も売ってくれない。ルピーを支払うことでヒントをくれる者もいる。
商人
地上の洞窟に住んでいて、いろいろな物を売っている。関西弁。同じアイテムでも場所によって値段が違うことがある。

### モンスター
本作では地上の敵と地下（ダンジョン）の敵に分かれており、地上の敵がダンジョンに登場することはなく、その逆もまた然り。また、敵によっては赤と青の2種類が存在し、総じて青の方が攻撃力・耐久力が高い。

#### 地上の敵
オクタロック（赤・青） - OCTOROK
（赤 耐久力：1・青 耐久力：2）
地上に生息するタコ。口から岩を吐き遠距離攻撃。岩は盾で防げる。移動速度は遅いものと速いものがいる。青は赤より耐久力が少し高く、たまに爆弾を持っていることがある。
モリブリン（赤・青） - MOLBLIN
（赤 耐久力：2・青 耐久力：3）
ブルドッグのような顔をした小鬼。名前の由来は森にいるゴブリン。槍を投げて遠距離攻撃。槍は盾で防げる。青は赤より耐久力が少し高く、たまに爆弾を持っていることがある。戦いを嫌って隠れている臆病なものもおり、こちらはルピーをくれる。森の中に多く登場する。
テクタイト（赤・青） - TEKTITE
（赤 耐久力：1・青 耐久力：1）
クモのような姿で飛び回っている。青は5ルピーをよく落とす。赤は連続して飛び跳ねることが多く、青よりやや倒しにくい。赤と青で耐久力が変わらない例外の1つ。
ピーハット - PEAHAT
（耐久力：2）
花のモンスター。普段は空を飛んでおり、止まっているときにしか倒せない。
ゾーラ - ZOLA
（耐久力：2〈ただし、顔を出している間に2ダメージ与えないと倒せない〉）
水辺に住む半魚人。時折水中から顔を出してビームを放つ。ビームはリンクが最初から所持している小さな盾では防げない。マジカルクロック（後述）を取ると水から出てこなくなる。
リーバー（赤・青） - LEEVER
（赤 耐久力：2・青 耐久力：4）
地中からいきなり現れる。赤はリンクの立つ位置の上下左右から出現して一直線に向かってくることが多いが、青は出現したりもぐったりを繰り返す。赤は5ルピーをよく落とす。
アモス - ARMOS
（耐久力：3）
石像兵士。リンクが触れることによって動き始める。移動速度は遅いものと速いものがいる。動き出していない状態で真正面から触れるとダメージを受けるので、動かす必要があるならば横か後ろから触ると良い。階段やアイテムを隠していることがある。
ライネル（赤・青） - LYNEL
（赤 耐久力：4・青 耐久力：6）
ケンタウロスのような敵。両手の剣から、最初から所持している小さな盾では防げないビームを放ってくる。地上の敵の中では非常に攻撃力が高く強力な部類。
ギーニ - GHINI
（耐久力：9）
墓場に出現するオバケ。最初からいるもの（以下、「本物」と表記）と、墓石に触れると出てくるもの（以下、「ニセモノ」と表記）がいる。本物には攻撃が通用するが耐久力が高い。またニセモノは攻撃を一切受け付けないが、本物を倒すと道連れに消滅する（アイテムは出る）。ニセモノは墓石に触れた回数分発生する。本物とニセモノは外見が全く同じであるが見分け方は、本物は縦（=垂直）か横（=水平）にしか移動せず墓石など障害物をすり抜けてくることがない、一方のニセモノは上述のピーハットによく似た動き方で斜めにも移動し障害物をもすり抜け、ごくまれだが動きが止まることもある。なのでこれらの動きをよく観察すれば判別は容易い。なお本物を倒した後でも再び墓石に触れることでニセモノが現れ今度は本物がいないため、倒す（=消滅）手段が皆無となる。アモスと同様、真正面から墓石に触れるとダメージを受ける。墓石の下に階段を隠していることがある。
岩（ロック） - ROCK
デスマウンテンの特定の場所で起こる落石。破壊することはできないのでかわすしかない。画面をスクロールしない限り永遠に出現するが、ゾーラ以外と同時に出現することはない。

#### ダンジョンの敵
ゾル - ZOL
（耐久力：2〈後述〉）
ゼリー状のモンスター。ソード（ウッドソード）やロウソクでダメージを与えると2匹のゲルに分裂する。ゲルに分裂させずに倒した場合5ルピーを持っていることが多い。後者を含め、固体のゾルとゲルが由来。
ゲル - GEL
（耐久力：1〈ブーメランでも倒せる〉）
ゾルの分裂した姿。動きはゾルよりも早い。通常攻撃の他、ブーメランでも倒せる。アイテムは落とさない。
ロープ - ROPE
（表 耐久力：1・裏 耐久力：4）
毒ヘビ。リンクと縦軸または横軸が合うと突進してくる。裏ゼルダでは点滅していて、耐久力が上がっている。5ルピーを持っていることが多い。
ゴーリア（赤・青） - GORIYA
（赤 耐久力：3・青 耐久力：5）
ブーメランによる遠距離攻撃を行ってくる（リンクのブーメランと違い、ダメージがある）。ブーメランは盾で跳ね返せる。赤は爆弾を持っていることが多い。マジカルブーメランを取るとゴーリアのブーメランも同じ色になるが、射程は変わらない。ブツブツ言いながら道を塞いでいるものもおり、こちらはエサを与えると通してくれる。
キース - KEESE
（耐久力：1〈ブーメランでも倒せる〉）
こうもり。壁を突き抜け攻撃してくる。部屋の他、階段下の宝部屋や通路にも出現する（こちらは入るたびに復活する）。通常攻撃の他、ブーメランでも倒せる。ゲル同様アイテムは落とさない。普通のキースは青いが、バイアが分裂したキースは赤い。また裏ゼルダでは黒いキースも登場する。ただし、強さは普通のキースと変わらない。
バイア - VIRE
（耐久力：4〈後述〉）
キースたちを統率する悪魔。ピョンピョン跳ねながら移動する。マジカルソードや銀の矢・爆弾でないと一撃では倒せず、2匹のキースに分裂してしまう。キースに分裂させずに倒した場合、爆弾を持っていることが多い。
スタルフォス - STALFOS
（耐久力：2）
ガイコツの剣士。通常は上下左右に移動するだけで攻撃してこないが、裏ゼルダでは動きが止まったときにライネルのような剣ビームで攻撃してくる。ライネルの剣ビーム同様、マジカルシールドでしか防げない上に、ライネルと違い、スタルフォスは剣ビームを放つ際、上下左右どの方向に向けて放つかはわからないので同じ位置上にいて放たれると避けることは困難。鍵やコンパスを持っていることがあり、その場合所持しているアイテムが透けて見える。
ウォールマスター - WALL MASTER
（耐久力：2）
迷宮の壁から現れる、手首だけの魔物。リンクが壁に接していると現れ、壁沿いにしばらく進んだ後、壁の中に戻っていく。捕まると迷宮のスタート地点に戻される。捕まるとハート半分（初期状態）のダメージを受けるが、これでライフがゼロになった場合スタート地点に戻ったと同時にゲームオーバーになる。後の作品でも姿や性質がほぼ同じモンスターが登場しているが、名前がウォール（壁）ではなくフォール（落ちる）になっており、壁ではなく天井から降ってきてリンクを捕まえるという行動をとる。
ギブド - GIBDO
（耐久力：7）
ミイラ男。シリーズの以降の作品とは異なり、リンクの動きを止める能力はない。攻撃力、耐久力とも高い。鍵や爆弾を持っていることがあり、その場合所持しているアイテムが透けて見える。それ以外でも、爆弾を持っていることがある。
ポルスボイス - POLS VOICE
（耐久力：10）
巨大な耳を持つ魔物。耐久力が高く剣などの攻撃も数回与えないと倒せないが、IIコントローラーのマイクに向かって叫ぶと簡単に倒すことができる。バーチャルコンソールで配布されている物は、クラシックコントローラのRスティックか、ニンテンドーゲームキューブ用コントローラのcスティックを回すことでマイクに向かって叫んだのと同じ状態になる。ファミコンミニ版では、セレクトボタンを4回以上連打することで、これと同じ状態になる。
ファミリーコンピュータ Nintendo Switch Online版では、マイクが搭載された「ファミリーコンピュータ コントローラー」があれば、オリジナルと同様の挙動を再現できるほか、「LボタンとZLボタン」または「RボタンとZRボタン」を同時に押し続けることで、これと同じ状態になる。
ただし、Nintendo Entertainment Systemや、AV仕様ファミリーコンピュータにはマイク機能は無いので、この方法では倒せない。
モルドアーム - MOLDORM
LEVEL2と7の中ボス。円形ミミズ。攻撃を受けるたび短くなっていく。2匹で登場する。一度倒すと二度と出現しない。
ウィズローブ（赤・青） - WIZZROBE
（赤 耐久力：4・青 耐久力：10）
魔法使い。手に持った杖から魔法を放つ。雑魚敵の中では最強の部類に属する。赤はランダムに出現して魔法を放った後に消え、また別の場所に出現することの繰り返しだが、青は絶えず動き続け、ブロック、水路もすり抜け、リンクの正面にいる時には連続で魔法を放ってくる。マジカルシールドで魔法を防ぐことができるが、ウィズローブの部屋ではライクライクとバブルも一緒に出現することが多い。
ライクライク - LIKE LIKE
（耐久力：9）
筒状の姿をした魔物。捕まるとマジカルシールドを食べられてしまう。後の作品と違い、捕まると一定時間内に倒さない限り、盾を取り戻すことはできない。命名はことわざの「蓼（たで）食う虫も好き好き」→「たて食う虫も好き好き」→「盾食う虫も好き好き」より「好き好き」→「好き ＝ like（ライク）」→「好き好き＝ライクライク」である。
タートナック（赤・青） - TARTNUC
（赤 耐久力：4・青 耐久力：8）
鎧をまとった騎士。前方からの剣などによる攻撃は全てシールドで防がれてしまう。爆弾も有効的だが、逆に背後からだと防がれてしまう。シールドで防がれる際、「チーン」という効果音が鳴る（リンクが持っている盾でオクタロックの岩などを弾く音と同じ）。またリンクと縦軸または横軸が合うと、リンクへと進行方向を変えてくる。赤は爆弾を持っていることがある。青は攻撃力、耐久力ともに赤より高い。
ラネモーラ（赤・青） - LANMOLA
LEVEL9の中ボス。直線ムカデ。攻撃を受けるたび短くなっていくが、頭だけは体が全て無くなるまでは無敵。モルドアームよりすばやく、青は特にすばやい。赤と青で耐久力が変わらない例外の1つ。マジカルロッドの炎が有効。
パタラ - PATRA
（親 耐久力：11・子 耐久力：1匹につき6）
LEVEL9の中ボス。親パタラ1匹とその周囲を囲む8匹の子パタラで組んで攻撃してくる。子パタラを全滅させないと親パタラを倒せない。子パタラを一定時間放つタイプと斜め回転の2タイプがいる。いずれのタイプも、親パタラは遅い速度で移動する。一度倒すと二度と出現しない。
バブル - BUBBLE
人魂。触れてもダメージは受けないが、しばらくの間剣が抜けなくなる。倒すことはできない。裏ゼルダでは赤と青のものがいて、赤いものに触れると時間が経っても絶対に剣が抜けなくなる。青いバブルに触れる、もしくは命の水を使う、地上にある泉に住む妖精に回復してもらう、トライフォースのかけらを入手する、のいずれかでのみ回復できる。青いバブルに触れてもペナルティはない。
トラップ
2体でワンセットになったブロック状の物体。四方にとげが生えており、リンクが2体を結ぶ縦または横のラインに立ち入ると高速ではさんでくる。破壊不可能。一度作動すると、元の位置に戻るまでは再び作動はしない。
石像
ビームを放つ。リンクが近づくと放ってこなくなる。破壊不可能。2種類のデザインがあるが性質は同じ。ただし一部の部屋（ダンジョンの入口やトライフォースのある部屋など）の石像はビームを放ってこない。

#### ボスモンスター
ダンジョンの最深部の1つ手前のボス部屋に巣食い、トライフォースの欠片を守るモンスターたち。いずれも耐久力が普通の敵より数段上。場所によっては中ボスとしての登場もある。ボス部屋およびそれに隣接した部屋では唸り声が聞こえる（ボスによって異なり、計3種類）。
アクオメンタス - AQUAMENTUS
（耐久力：6）
LEVEL1および7（裏ゼルダではLEVEL1）のボス。一角ドラゴン。3方向にビームを放ってくる。ボスモンスターの中では比較的弱い部類。裏ゼルダでは中ボスとして登場することもある。
ドドンゴ - DODONGO
LEVEL2（裏ゼルダではLEVEL3および8）のボス。サイ。表皮に対する攻撃は一切通じない。爆弾を2個飲ませるか、爆風により動きが止まったところを剣で倒すという2つの倒し方がある。後者の方法で倒すと爆弾を落とす。多くのダンジョンに中ボスとして登場する。1体か3体で登場し、3体の場合は雑魚敵のように再出現する。
テスチタート - TESTITART
（耐久力：手1つにつき4）
LEVEL3のボス。4方向に大きなハサミを持つパックンフラワー。手が1本なくなるごとに動きが速くなる。放つビームはマジカルシールドでも防げない。剣や矢でも倒せるが爆弾ならうまくいけば1回で倒すことも可能。中ボスとして登場することもある。
グリオーク - GLEEOK
LEVEL4および8（裏ゼルダではLEVEL2および5ならびに7）のボス。2〜4つの首を持つドラゴン。マジカルシールドでも防げないビームを放ち、また一定のダメージを与えると首が外れ、首単体も攻撃してくる。剣とマジカルロッド本体以外の攻撃は一切通用しない。また外れた首は無敵で攻撃してもダメージを与えられない。中ボスとして登場することもある。
デグドガ - DIGDOGGER
（耐久力：8）
LEVEL5（裏ゼルダではLEVEL4）のボス。ウニ。普段は攻撃を一切受け付けないが、笛を使うとしぼみ、攻撃ができるようになる。中ボスとして登場することもあり、その場合は3体に分裂する。石像と共に出現することが多い。なお、ディスクシステム版の説明書での説明文に「大ウニラ」と表記されていた。
ゴーマ（赤・青） - GOHMA
LEVEL6（裏ゼルダでもLEVEL6）のボス。カニ。硬い甲羅は攻撃を弾き、マジカルシールドでも防げないビームを放ってくる。目が開いたときに矢を当てるとダメージを与えられる。赤は1発、青は3発（銀の矢では2発）当てる必要がある。中ボスとして登場することもある。赤は表のLEVEL6のボスとしてのみ登場し、裏ゼルダでは一切登場しない。
ガノン  - Ganon
LEVEL9のボス。ブタの姿をした魔物で、ゼルダをさらった悪の根源。姿を消した状態でテレポートしながら、マジカルシールドでも防げないビームを放ってくる。剣で複数回ダメージを与え、弱体化したところで特殊なアイテムを使用しないと倒すことができない。

## 制作

### 背景
当時、宮本茂はインディ・ジョーンズシリーズをはじめとするアドベンチャー映画を気に入っており、ゲームでもこのジャンルを取り入れたいと考えていた一方、パソコンゲームにおいて流行していたコンピュータRPGにも興味を抱いていた。そこで、「剣と魔法」という世界観を土台に宝探しを主題としたゲームを作ろうと思い当たった。

### 開発
本作はROMカセット作品『スーパーマリオブラザーズ』と並行して開発され、ディレクターの手塚卓志や作曲家の近藤浩治など、双方の作品に参加した者もいた。
1985年2月1日、宮本はコピーボードを用いて最初の仕様書を作成した。この段階では、単に「アドベンチャー」という題名しかついていなかったものの、全体構成からアイテム、さらには敵キャラクターに至るまであらゆる部分が練られていた。
一方で、敵キャラクターの中には、「タコ」（オクタロック）や、「ゴーマ」（目玉）など、現在とは異なる名前が割り振られたキャラクターもおり、中には「八戒」や「牛魔王」など、『西遊記』にちなんだ名前が付けられたものもいた。それから2週間近く後の同年2月13日にはグラフィックのラフスケッチが作られた。
限られたメモリの中でなるべくたくさんのダンジョンを作るため、パズルのように区分けする形でダンジョンマップが作られたものの、手塚のミスでデータの半分しか使われなかった。それを聞いた宮本は咎めるのではなく、残りのデータを利用してクリア済みプレイヤー向けの高難易度ダンジョン「裏ゼルダ」を提案した。
本作におけるユーモアとしては、敵であるはずのモリブリンがリンクに多額のルピーを渡す際につぶやく「ミンナニ ナイショダヨ」がある。これは宮本が少ない文字数でどう表現するか工夫する中で思いついたフレーズである。このセリフには複数の意味合いがあり、一つは「この場でルピーがもらえることは、（リンクの）友達や家族には内緒だよ」という意味であり、もう一つは「（敵であるはずの）リンクにルピーを渡すことは仲間への裏切り行為になるので、黙っていてほしい」という意味である。

### 音楽
作曲を任された近藤浩治は、ディレクターの手塚卓志から出された指示があいまいだったことに加え、並行して手掛けていた『スーパーマリオブラザーズ』との世界観の違いに思い悩んだ。特にオープニングテーマは「タイトルミュージック」としか発注書に記載されていなかったため、当初はオープニングテーマにふさわしいということでモーリス・ラヴェルの『ボレロ』をファミリーコンピュータ向けに編曲したものを用いていたが、ゲームの完成直前になって『ボレロ』の著作権の消滅がディスクシステムの発売日よりも後であることが発覚する。ディスクシステムの発売日を変更するわけにはいかず、急遽別の場面で用いられていた曲をオープニングテーマ向けにアレンジしたものが用いられることとなった。宮本はこのオープニングテーマについて、マカロニ・ウエスタンのような哀愁が凝縮されつつも、勇ましい感じがするので、これから冒険を始めようとする曲にはふさわしいと左尾昭典とのインタビューの中で述べている。

### 付属品
本作のオープニング画面の最後では、アイテムが表示されたのちにリンクが「詳しいことは本を見てください」というメッセージを残す演出がとられている。
この「本」とはソフトに付属するミニブックのことであり、ディスクライターでの書き換えを通じて購入されるケースを想定し、購入した「証」として取り入れられた。
このミニブックは、取扱説明書や攻略本としての側面のほかに、世界観の補強という役割を持ち合わせている。
また、ディスクシステムが発売されていなかった北米ではROMカートリッジとして発売されており、そちらではマニュアルではなくヒント付きのマップとして用意された。「何も見ずにプレイした方が面白いのに」という宮本の考えから、マップに封をし、「これは最後の手段だ」というメッセージを付け加えたが、結局多くのユーザーが封を解くこととなった。

## 他機種版
| No. | タイトル                                      | 発売日                                    | 対応機種                                          | 開発元              | 発売元       | メディア                            | 型式             | 価格                             | 売上本数  | 備考                                       |
| --- | --------------------------------------------- | ----------------------------------------- | ------------------------------------------------- | ------------------- | ------------ | ----------------------------------- | ---------------- | -------------------------------- | --------- | ------------------------------------------ |
| 1   | ゼルダの伝説1                                 | 1994年2月19日                             | ファミリーコンピュータ                            | 任天堂 情報開発本部 | 任天堂       | 1メガビットロムカセット             | HVC-ZL           | 4,900円                          |           | 『ワリオの森』と同時発売                   |
| 2   | BSゼルダの伝説                                | 1995年6月7日                              | スーパーファミコン （サテラビュー）               | 任天堂 情報開発本部 | セント・ギガ | BS-Xデータ放送                      |                  |                                  |           |                                            |
| 3   | どうぶつの森+                                 | 2001年12月14日                            | ニンテンドー ゲームキューブ                       | 任天堂              | 任天堂       | 8cm光ディスク                       | DOL-P-GAFJ       | 6,800円                          | 約271万本 | ディスクシステム版の移植、データ内のみ収録 |
| 4   | ファミコンミニ05 ゼルダの伝説1                | 2004年2月14日 2004年6月2日                | ゲームボーイアドバンス                            | 任天堂 情報開発本部 | 任天堂       | ロムカセット                        | AGB-P-FZLJ-JPN   | 2,000円                          |           | ロムカセット版の移植                       |
| 5   | ゼルダコレクション                            | 2004年3月18日                             | ニンテンドーゲームキューブ                        | 任天堂 情報開発本部 | 任天堂       | 8cm光ディスク                       |                  |                                  |           |                                            |
| 6   | ゼルダの伝説                                  | 2006年11月9日 2006年12月2日 2006年12月8日 | Wii （バーチャルコンソール）                      | 任天堂 情報開発本部 | 任天堂       | ダウンロード                        |                  | 514ポイント                      |           | 『ゼルダコレクション』版の移植             |
| 7   | ゼルダの伝説1                                 | 2011年12月22日 2012年7月5日               | ニンテンドー3DS （バーチャルコンソール）          | 任天堂 情報開発本部 | 任天堂       | ダウンロード                        | CTR-N-TAEJ-JPN-1 | 514円                            |           | ロムカセット版の移植                       |
| 8   | ゼルダの伝説                                  | 2013年8月28日 2012年8月29日               | Wii U （バーチャルコンソール）                    | 任天堂 情報開発本部 | 任天堂       | ダウンロード                        |                  | 514円                            |           | 『ゼルダコレクション』版の移植             |
| 9   | ゼルダの伝説                                  | 2016年11月10日                            | ニンテンドークラシックミニ ファミリーコンピュータ | 任天堂              | 任天堂       | 本体内蔵                            | CLV-101          | 5,980円（税別）                  |           | ディスクシステム版の移植                   |
| 10  | ファミリーコンピュータ Nintendo Switch Online | 2018年9月19日                             | Nintendo Switch                                   | 任天堂              | 任天堂       | ダウンロード                        |                  | Nintendo Switch Online加入者専用 |           | ディスクシステム版の移植（+α）             |
| 11  | ゲーム＆ウオッチ ゼルダの伝説                 | 2021年11月12日 2021年11月13日             | ゲーム＆ウオッチ                                  | 任天堂              | 任天堂       | ゲーム＆ウオッチ (カラースクリーン) | HXB-001          | 5,480円（税込）                  |           | ディスクシステム版、および海外ロム版の移植 |

ディスクシステム版（初期バージョン）
ハシゴが無いと取れない命の器が竜巻に乗って取得できる所があるなど、後期のものと一部違いがある。
ファミリーコンピュータ版
本作をロムカセットに移植したもの。ディスクシステム内蔵のPWM音源がファミリーコンピュータでは使えないため、タイトル曲の音が変わっている。また、フォントの字体なども変更されている。前述の通り、日本国外では当初からROMカセットとして販売された。
スーパーファミコン（サテラビュー）版
本作のシステムに独自のイベントやナレーションを追加して製作された。
ニンテンドーゲームキューブ『どうぶつの森+』版
家具「ファミコン」として登場。移植作の中では唯一タイトルの表記がオリジナルと同じで、PWM音源も再現されており、現時点で最も再現度の高い移植作品となっている。ただし、A面・B面の切り替えはないため、タイトルでのスタート方法の表記は「Bメンヲ セットシテクダサイ」から「Aボタンヲ オシテクダサイ」に変更されている。どうぶつの森内では非売品。
ゲームボーイアドバンス版
ファミコンミニシリーズの内の1作として発売。ロムカセット版を移植したもの。ゲームボーイアドバンスの解像度に合わせてドット比が変更されている。日本国外版ではゼルダコレクション版を元にしている。
ニンテンドーゲームキューブ『ゼルダコレクション』版
任天堂の会員サービス「クラブニンテンドー」の特典。本作のほか、『リンクの冒険』、『時のオカリナ』、『ムジュラの仮面』を収録。入手には500ポイントが必要だったが、『4つの剣+』の購入者は150ポイントで交換できた。日本国内版ではディスクシステム版を元にしておりPWM音源による音も再生されているが不完全な部分もある。日本国外版ではロムカセット版を元にしている。
Wii版
バーチャルコンソールとして発売。オリジナルの移植ではなく、上記の『ゼルダコレクション』収録版。
大乱闘スマッシュブラザーズX / 大乱闘スマッシュブラザーズ for Wii U
名作トライアルというモードで本作の体験版が収録されている。
ニンテンドー3DS版
バーチャルコンソールとして発売。ROMカセット版がベース。コントローラーIIのマイク入力が再現されている。本発売に先駆け、ニンテンドー3DS本体の早期購入者向けに実施されたアンバサダー・プログラムの一環として無料配信された。
Wii U版
バーチャルコンソールとして発売。Wii版同様『ゼルダコレクション』収録の内容で、ディスクシステム版とは細部が異なる。
ニンテンドークラシックミニ ファミリーコンピュータ版
本体にあらかじめ内蔵されている30のゲームのひとつとして、ディスクシステム版が収録された。
ファミリーコンピュータ Nintendo Switch Online
正式サービス開始時より配信された20のゲームのひとつとして、ディスクシステム版が収録された。
2018年10月10日からは新たに『ゼルダの伝説 お金持ちバージョン』（米:The Legend of Zelda – Living the life of luxury!）が追加された。そちらは最初からルピーとアイテムを大量に所持しているほか、ホワイトソードなどの装備、ハートの初期値が6になるなどの修正がされている。
ゲーム＆ウオッチ カラースクリーン版
ディスクシステム版の発売から35周年の節目として発売された。初期シリーズ3作の日本版・海外版が「ゲーム＆ウオッチ」に収められている。
ZELDA(ゲーム&ウオッチ)とは別物。

## 音楽
ファミコン・ミュージック（1986年5月25日）
G.M.O.レコードより発売されたアルバム内の一作品として収録されている。
ファミコン 20TH アニバーサリー オリジナル・サウンド・トラックス VOL.1（2004年1月7日）
任天堂 サウンドヒストリーシリーズ「ゼルダ ザ ミュージック」（2004年12月22日）
サイトロン・デジタルコンテンツより発売されたCD内の一作品として収録されている。
ゲームサウンドミュージアム 〜ファミコン編〜10「ゼルダの伝説」(2004年4月28日)
メガハウスより発売されたCD同梱食玩のひとつ。

## スタッフ
- エグゼクティブ・プロデューサー：山内溥
- プロデューサー：S.MIYAHON（宮本茂）
- ディレクター：S.MIYAHON（宮本茂）、TEN TEN（手塚卓志）
- デザイナー：TEN TEN（手塚卓志）
- シナリオ：照井啓司
- プログラマー：T.NAKAGO（中郷俊彦）、YACHAN（副島康成）、MARUMARU (I.MARUI)
- ミュージック・コンポーザー：KONCHAN（近藤浩治）

## 評価

### ゲーム誌
- ゲーム誌「ファミリーコンピュータMagazine」の読者投票による「ゲーム通信簿」での評価は以下の通り21.63点（満25点）[18][16]。また、同雑誌1991年5月24日号特別付録の「ファミコンディスクカード オールカタログ」では「第1作にしてこの大作」、「任天堂の開発者の実力を天下に知らしめたソフトといっていいだろう。ゲームはRPGの経験値の要素をうまくアレンジし、多くの人が楽しめる内容となっている」と紹介されている[16]。

| 項目 | キャラクター | 音楽 | 操作性 | 熱中度 | お買得度 | オリジナリティ | 総合  |
| 得点 | 4.45         | 4.33 | 4.07   | 4.51   | -        | 4.27           | 21.63 |

- 「ファミリーコンピュータMagazine」1991年5月24日号特別付録の「ファミコンディスクカード オールカタログ」巻末に収録されている「ディスクカード部門別BEST5」では、キャラクタ4位、音楽3位、熱中度1位、オリジナリティ2位、総合評価2位を獲得している[17]。

### オークション
- 2021年7月9日にアメリカで行われたオークションにおいて、同オークションに出品された未開封の本ソフトがゲームソフト史上最高額である87万ドル（日本円で約9600万円）で落札されたことがオークション会社から発表された。これまでの最高額は同年4月に同じオークション会社に出品され、66万ドル（日本円で約7300万円）で落札された『スーパーマリオブラザーズ』（1986年発売）の未開封品であり、3か月で記録を更新したことになった[19][20]。なお、この落札から2日後の同月11日に出品された『スーパーマリオ64』（1996年発売）が156万ドル（日本円で約1億7200万円）で落札されており、短期間でゲームソフトの最高額落札記録を再び更新している[21][22]。

## 関連作品

### 書籍
- 『ゼルダの伝説』（乱丸、徳間書店、1986年）
『月刊わんぱっくコミック』にて連載していた漫画。単行本は全1巻。この漫画のインパは、リンクに伝言したあと死んでしまう。リンクはワットというお喋りで金銭欲の高いオウムを相棒に連れていて、インパから預かったゼルダ姫が助けを求める映像が映し出せるクリスタルのペンダントを身に付けている。ストーリーは基本的に本編に沿っている。好評により[要出典]続編『リンクの冒険』が連載された。そちらではリンクとゼルダが両思いとなる。
- 必勝テクニック完ペキ版4『ゼルダの伝説』（こばやし将、徳間商店、1986年）
わんぱっくコミックスに描き下ろされた攻略漫画。単行本は全1巻。はるか昔の地球を舞台にしており、ハイラルはそこにある一地方となる。スタートからエンディングまで丁寧に解説されている。レベル1から6までは敵の出現位置を記したマップが掲載されているが、レベル7以降はネタばれ防止のため全体のイメージのみの掲載、また入り口の位置や出現条件も述べられていないが、本書をよく読めば大体分かるようになっている（ガノンの攻略も同意）。
こちらでも乱丸版と同様の経緯でインパが死亡しており、ゼルダ姫の救出を託されたリンクが冒険に出る。
- 『ゼルダの伝説』（未将崎雄、JICC出版局、1989年）
単行本は全1巻。ゼルダの一族は知恵と力のトライフォースをアクセサリーとして身に着け、魔界の扉を封印する役割を担っている。しかしハイラルの支配を目論む魔族最強の王ガノンが襲来。王妃は背後から襲われて殺され力のトライフォースを奪われてしまう。その現場を見ていた娘のゼルダ姫はガノンに復讐を誓う。そして3年後、ゼルダ姫は魔族の動向を探るためにハイラル辺境へと向かい、居合わせたリンクと一緒に行動する。だが突如として現れたガノンにゼルダ姫は捕まり、最後の力で知恵のトライフォースを各地に飛ばし、後のことをリンクに託した。ここからリンクの旅立ちが始まる。
リンクが旅人ではなく城に住み込みの庭師見習いになっており、耳が尖っているのは彼がハーフエルフであるため（『リンクの冒険』の説明書のイラストでは、インパたちの耳も尖っている）。この他、リンクとゼルダ姫が幼い容姿でインパが大幅に若くなっているなど、ゲーム本編とかなり設定が異なる。なお、ゼルダ姫の母親はエルフの少年と恋愛関係にあったが、父親である国王がエルフを差別していたため仲を認められなかった。
好評により[要出典]続編『リンクの冒険』も掲載された。
- 『ゼルダの伝説 蜃気楼城の戦い』（双葉文庫、1986年）
ゲームブック。原作『ゼルダの伝説』のその後を描いており、リンクとゼルダ姫が恋仲となっている。リンクとゼルダがプレイヤーキャラクターになり、どちらも交互にプレイするようになっている。しかしガイアの呪いによってリンクは昼にしか動けず、ゼルダは夜にしか動けなくなっているため2人が顔を合わせることはない。この呪いを解くことが物語の目的となる。また妖精ファニー、ガノンの弟の魔将軍（ゼネラル）ガイア、ゼルダの父王グレアム二世などといったゲームブックオリジナルキャラクターが登場する。
- 『アドベンチャーヒーローブックス 新・ゼルダの伝説』（勁文社）
漫画ゲームブック。本編よりもはるか昔の時代であり、複数の国が集って大ハイラル王国を築いていた頃。インパがゼルダ姫に引き取られる経緯やトライフォースが王家に保管されるまでを描いている。ゼルダ姫は大魔王ガノスの球根を国王が断ったためクリスタルに幽閉される。事情を知った旅人の青年リンクがガノス討伐に向かうところから物語が始まる。旅の仲間には、ガノスに両親を殺されたコムという孤児が加わる。ハッピーエンドではリンクが3つの秘宝を揃えてガノスを倒し、恩を感じたゼルダ姫によってコムが養女として引き取られる。その際にコムの本名が「コミィ＝インパ」と判明する。また3つの秘宝は王家が責任を持って保管するとした。あくまでこれらはゲームブック独自に設定であり、このゼルダ姫が後の初代ゼルダに当たるのかは不明。

発売当初、ファミコン雑誌『ファミリーコンピュータMagazine』誌上で製作スタッフであった宮本茂と手塚卓志による謎解き質問コーナーが連載された。また、『ファミ通』創刊号では、ディスクシステム発売記念RPGとして記念すべき最初の新作紹介に、2ページに亘りエンディング画面つきで特集された。